# أليكسز جونسون
أليكسز جونسون (بالإنجليزية: Alexz Johnson)‏ مواليد 4 نوفمبر 1986 في نيو ويستمينيستر، كولومبيا البريطانية، كندا، هي مغنية كندية بدأت مسيرتها الفنية عام 1999. وهي أيضا ممثلة وكاتبة غنائية وموسيقية.

## وصلات خارجية
- أليكسز جونسون على موقع IMDb (الإنجليزية)
- أليكسز جونسون على موقع ألو سيني (الفرنسية)
- أليكسز جونسون على موقع ميوزك برينز (الإنجليزية)
- أليكسز جونسون على موقع أول موفي (الإنجليزية)
- أليكسز جونسون على موقع إن إن دي بي (الإنجليزية)
- أليكسز جونسون على موقع أول ميوزيك (الإنجليزية)
- أليكسز جونسون على موقع ديسكوغز (الإنجليزية)
- أليكسز جونسون على موقع قاعدة بيانات الفيلم (الإنجليزية)
- أليكسز جونسون على موقع كينوبويسك (الروسية)

- الموقع الإلكتروني